# Arroyo Vega
El Arroyo Vega es un arroyo de la Ciudad Autónoma de Buenos Aires, Argentina, que nace en los actuales barrios de Agronomía y La Paternal y sigue su curso a través de los barrios de Colegiales y Belgrano para desembocar en el Río de la Plata a la altura de Ciudad Universitaria. Su cuenca tiene una superficie de 1700 hectáreas y se ubica íntegramente dentro de los límites de la Ciudad. Es el tercer arroyo más importante de la ciudad luego del Arroyo Maldonado y el Arroyo Medrano.
El arroyo fue rectificado y entubado en el año 1936 y permanece cubierto en la actualidad.

## Historia
El Arroyo Vega formaba parte del paisaje porteño hasta la década de 1930, siendo uno de los tantos cursos de agua que atravesaba la llanura pampeana que ocupa hoy la Ciudad de Buenos Aires. Era el eje de la antigua ciudad de Belgrano. Se originaba en los barrios de La Paternal y Agronomía, atravesaba el barrio de Colegiales y bajaba por el barrio de Belgrano hasta desembocar en el Río de la Plata, recibiendo antes el aporte de una laguna ubicada en el sitio del actual Estadio Antonio Vespucio Liberti y a su vez alimentada por el Arroyo White. 
Luego de su rectificación y entubamiento, su curso recorre la calle Holmberg hasta la Avenida Juramento, luego recorre la calle Estomba, Mendoza y Superí hasta volver a retomar Juramento. Atraviesa las calles Freire y Echeverría, recorriendo la calle Zapiola hasta doblar en un codo por Blanco Encalada, y por Húsares y la avenida Monroe, para luego desembocar en el Río de la Plata.

## Desbordamientos
El Arroyo Vega es propenso a desbordarse cuando se producen sudestadas. En los años 80 existieron dos grandes inundaciones, la de 1980 y 1985. En dichos años el Arroyo Vega se desbordó y provocó anegamientos, sobre todo en la calle Blanco Encalada entre las calles Ciudad de la Paz y Avenida Cabildo en el barrio Belgrano.
Debido a la falta de obras de saneamiento, el Arroyo se desborda frecuentemente provocando serias inundaciones. Durante el mes de noviembre de 2012 el arroyo desbordó dos veces en un lapso de 15 días por fuertes tormentas, provocando serias inundaciones a la altura de la Avenida Cabildo y la calle Blanco Encalada.

## Obras
La Auditoría General de la Ciudad publicó en 2012 un informe en el cual señala que tres obras destinadas a evitar inundaciones se encontraban detenidas. La primera es la de los arroyos Vega y Medrano, en la zona de Belgrano. La obra está en etapa de preadjudicación desde mayo de 2009.
La Legislatura de la ciudad de Buenos Aires había aprobado, en 2012, una ley que autorizaba al Poder Ejecutivo a emitir bonos por 250 millones de dólares para obras en el arroyo. Sin embargo el entonces jefe de gobierno Mauricio Macri había decidido cancelar la licitación para las obras de control de inundaciones en el Arroyo Vega debido a la falta de presupuesto.
En el mes de marzo de 2013, se inició la primera etapa de las obras destinadas a aliviar el arroyo Vega, la cual consistió en ampliar la derivación del ramal Monroe de la cuenca hídrica desde su actual conexión con el Vega[cita requerida]. En los últimos ocho años por falta de obras de saneamiento, provoca serias inundaciones, como en la madrugada del 2 de abril de 2013, cuando un nuevo desborde del arroyo provocó decesos y destrozos materiales por millones de pesos, y el colapso de  uno de los principales ingresos a la ciudad. Dicha etapa fue finalizada en 2014, llevando su sección de descarga de 34m² a 110m² (más del triple), lo que permitió aumentar su caudal de escurrimiento de 52m³/s a 72m³. La Auditoría General de la Ciudad publicó en 2012 un informe en el que señalan que tres obras destinadas a evitar inundaciones se encuentra paradas, en algunos casos hace tres años. La primera es la de los arroyos Vega y Medrano, en la zona de Belgrano, en etapa de preadjudicación desde mayo de 2009. Las obras de los arroyos Vega y Medrano (Belgrano) están en manos de la constructora del sobrino de Mauricio Macri. las obras para aliviar inundaciones estaban paralizadas desde hacía tres años, la Auditoría porteña había denunciado suejecución en las partidas de la red pluvial.
La segunda etapa de las obras comprende la construcción de un segundo emisario de 8400m de longitud total, de los cuales 2400m serán excavados en galería y 6000m serán excavados mediante una tuneladora, similar a la utilizada en las obras del arroyo Maldonado. La etapa incluye además las obras de descarga, derivación y cámaras de bombeo. La obra fue anunciada en el año 2013 pero su licitación se realizó recién en octubre de 2015. El comienzo de la obra está previsto para el año 2016.